# Anatolij Troebin
Anatolij Volodymyrovytsj Troebin (Oekraïens: Анатолій Володимирович Трубін; Donetsk, 1 augustus 2001) is een Oekraïens voetballer die speelt als doelman. In augustus 2023 verruilde hij Sjachtar Donetsk voor Benfica. Troebin maakte in 2021 zijn debuut in het Oekraïens voetbalelftal.

## Clubcarrière
Troebin speelde in de jeugd van Azovstal Marioepol en werd in 2014 opgenomen in de opleiding van Sjachtar Donetsk. Bij deze club maakte hij aan het einde van het seizoen 2018/19 zijn professionele debuut. Op 26 mei 2019 werd met 4–0 gewonnen van FK Marioepol in de Premjer Liha. Dentinho wist driemaal tot scoren te komen en het vierde doelpunt kwam van Tetê. Troebin mocht van coach Paulo Fonseca in de basis starten en hij speelde het gehele duel. Dit optreden bleek zijn enige van het seizoen te zijn. Vanaf de zomer van 2020 kreeg hij meer speeltijd in het eerste elftal van Sjachtar, aangezien hij vanaf dat moment de voorkeur kreeg boven aanvoerder Andrij Pjatov.
In de zomer van 2023 maakte Troebin voor een bedrag van circa tien miljoen euro de overstap naar Benfica, waar hij zijn handtekening zette onder een verbintenis voor de duur van vijf seizoenen. Hij werd in Portugal de opvolger van Odisseas Vlachodimos, die naar Nottingham Forest vertrokken was.

## Clubstatistieken
| Seizoen | Club             | Competitie    | Competitie | Competitie | Beker | Beker | Internationaal | Internationaal | Totaal | Totaal |
| Seizoen | Club             | Competitie    | Wed.       | Dlp.       | Wed.  | Dlp.  | Wed.           | Dlp.           | Wed.   | Dlp.   |
| ------- | ---------------- | ------------- | ---------- | ---------- | ----- | ----- | -------------- | -------------- | ------ | ------ |
| 2018/19 | Sjachtar Donetsk | Premjer Liha  | 1          | 0          | 0     | 0     | 0              | 0              | 1      | 0      |
| 2019/20 | Sjachtar Donetsk | Premjer Liha  | 7          | 0          | 0     | 0     | 0              | 0              | 7      | 0      |
| 2020/21 | Sjachtar Donetsk | Premjer Liha  | 21         | 0          | 0     | 0     | 9              | 0              | 30     | 0      |
| 2021/22 | Sjachtar Donetsk | Premjer Liha  | 12         | 0          | 0     | 0     | 6              | 0              | 18     | 0      |
| 2022/23 | Sjachtar Donetsk | Premjer Liha  | 28         | 0          | 0     | 0     | 10             | 0              | 38     | 0      |
| 2023/24 | Benfica          | Primeira Liga | 28         | 0          | 8     | 0     | 12             | 0              | 48     | 0      |
| 2024/25 | Benfica          | Primeira Liga | 32         | 0          | 3     | 0     | 13             | 0              | 48     | 0      |
| Totaal  | Totaal           | Totaal        | 129        | 0          | 11    | 0     | 50             | 0              | 190    | 0      |

Bijgewerkt op 18 juni 2025.

## Interlandcarrière
Troebin maakte zijn debuut in het Oekraïens voetbalelftal op 31 maart 2021, toen een kwalificatiewedstrijd voor het WK 2022 gespeeld werd tegen Kazachstan. De Oekraïner Roman Jaremtsjoek opende de score in de eerste helft, maar na rust zorgde Serikzjan Moezjikov voor de gelijkmaker: 1–1. Troebin mocht van bondscoach Andrij Sjevtsjenko in de basisopstelling beginnen en hij stond het gehele duel onder de lat. De andere Oekraïense debutant dit duel was Artem Dovbyk (Dnipro-1).
Troebin werd in april 2021 door Sjevtsjenko opgenomen in de voorselectie voor het uitgestelde EK 2020. In juni nam Sjevtsjenko hem ook op in zijn definitieve selectie. Op het toernooi werd Oekraïne in de kwartfinales uitgeschakeld door Engeland (0–4), nadat in de groepsfase was verloren van Nederland (3–2) en Oostenrijk (0–1), gewonnen van Noord-Macedonië (2–1) en in de achtste finales werd na verlengingen gewonnen van Zweden (1–2). Troebin kwam niet in actie. Zijn toenmalige teamgenoten Heorhij Soedakov, Serhij Kryvtsov, Taras Stepanenko, Marlos, Andrij Pjatov en Mykola Matvijenko (allen eveneens Oekraïne) waren ook actief op het EK.
In mei 2024 werd Troebin door bondscoach Serhij Rebrov opgenomen in de selectie van Oekraïne voor het EK 2024 in Duitsland. Oekraïne werd in de groepsfase uitgeschakeld na een nederlaag tegen Roemenië (3–0), een overwinning op Slowakije (1–2) en een gelijkspel tegen België (0–0). Troebin kwam op het EK in twee duels in actie. Zijn toenmalige clubgenoten Alexander Bah (Denemarken), Orkun Kökçü (Turkije), João Neves en António Silva (beiden Portugal) waren ook actief op het toernooi.
| Interlands van Anatolij Troebin voor Oekraïne | Interlands van Anatolij Troebin voor Oekraïne | Interlands van Anatolij Troebin voor Oekraïne | Interlands van Anatolij Troebin voor Oekraïne | Interlands van Anatolij Troebin voor Oekraïne | Interlands van Anatolij Troebin voor Oekraïne |
| №                                             | Datum                                         | Wedstrijd                                     | Uitslag                                       | Competitie                                    | Goals                                         |
| Als speler bij Sjachtar Donetsk               | Als speler bij Sjachtar Donetsk               | Als speler bij Sjachtar Donetsk               | Als speler bij Sjachtar Donetsk               | Als speler bij Sjachtar Donetsk               | Als speler bij Sjachtar Donetsk               |
| --------------------------------------------- | --------------------------------------------- | --------------------------------------------- | --------------------------------------------- | --------------------------------------------- | --------------------------------------------- |
| 1                                             | 31 maart 2021                                 | Oekraïne – Kazachstan                         | 1 – 1                                         | WK 2022 kwalificatie                          |                                               |
| 2                                             | 23 mei 2021                                   | Oekraïne – Bahrein                            | 1 – 1                                         | Vriendschappelijk                             |                                               |
| 3                                             | 21 september 2022                             | Schotland – Oekraïne                          | 3 – 0                                         | Nations League 2022/23                        |                                               |
| 4                                             | 26 maart 2023                                 | Engeland – Oekraïne                           | 2 – 0                                         | EK 2024 kwalificatie                          |                                               |
| 5                                             | 12 juni 2023                                  | Duitsland – Oekraïne                          | 3 – 3                                         | Vriendschappelijk                             |                                               |
| 6                                             | 16 juni 2023                                  | Noord-Macedonië – Oekraïne                    | 2 – 3                                         | EK 2024 kwalificatie                          |                                               |
| 7                                             | 19 juni 2023                                  | Oekraïne – Malta                              | 1 – 0                                         | EK 2024 kwalificatie                          |                                               |
| Als speler bij Benfica                        |                                               |                                               |                                               |                                               |                                               |
| 8                                             | 14 oktober 2023                               | Oekraïne – Noord-Macedonië                    | 2 – 0                                         | EK 2024 kwalificatie                          |                                               |
| 9                                             | 17 oktober 2023                               | Malta – Oekraïne                              | 1 – 3                                         | EK 2024 kwalificatie                          |                                               |
| 10                                            | 20 november 2023                              | Oekraïne – Italië                             | 0 – 0                                         | EK 2024 kwalificatie                          |                                               |
| 11                                            | 3 juni 2024                                   | Duitsland – Oekraïne                          | 0 – 0                                         | Vriendschappelijk                             |                                               |
| 12                                            | 21 juni 2024                                  | Slowakije – Oekraïne                          | 1 – 2                                         | EK 2024                                       |                                               |
| 13                                            | 26 juni 2024                                  | Oekraïne – België                             | 0 – 0                                         | EK 2024                                       |                                               |
| 14                                            | 7 september 2024                              | Oekraïne – Albanië                            | 1 – 2                                         | Nations League 2024/25                        |                                               |
| 15                                            | 10 september 2024                             | Tsjechië – Oekraïne                           | 3 – 2                                         | Nations League 2024/25                        |                                               |
| 16                                            | 11 oktober 2024                               | Oekraïne – Georgië                            | 1 – 0                                         | Nations League 2024/25                        |                                               |
| 17                                            | 14 oktober 2024                               | Oekraïne – Tsjechië                           | 1 – 1                                         | Nations League 2024/25                        |                                               |
| 18                                            | 16 november 2024                              | Georgië – Oekraïne                            | 1 – 1                                         | Nations League 2024/25                        |                                               |
| 19                                            | 19 november 2024                              | Albanië – Oekraïne                            | 1 – 2                                         | Nations League 2024/25                        |                                               |
| 20                                            | 7 juni 2025                                   | Canada – Oekraïne                             | 0 – 4                                         | Vriendschappelijk                             |                                               |

Bijgewerkt op 18 juni 2025.

## Erelijst
| Competitie             |                  |                                    |                  |                  |
| Competitie             | Aantal           | Jaren                              |                  |                  |
| Sjachtar Donetsk       | Sjachtar Donetsk | Sjachtar Donetsk                   | Sjachtar Donetsk | Sjachtar Donetsk |
| ---------------------- | ---------------- | ---------------------------------- | ---------------- | ---------------- |
| Premjer Liha           | 4                | 2018/19, 2019/20, 2021/22, 2022/23 |                  |                  |
| Koebok Oekrajiny       | 1                | 2018/19                            |                  |                  |
| Soeperkoebok Oekrajiny | 1                | 2021                               |                  |                  |
| Benfica                |                  |                                    |                  |                  |
| Taça da Liga           | 1                | 2024/25                            |                  |                  |